# Indian Chief
Les Indian Chief et Big Chief sont des motos construites par la Hendee Manufacturing Company, devenue Indian Motocycle Company, à partir de 1922 jusqu'à l'arrêt historique de l'entreprise en 1953. La Chief était une Indian "big twin", plus grosse et plus puissante que les Scout plus agiles utilisées en compétition et en sport. Le nom Chief fut repris pour produire des motos utilisant des moteurs Harley-Davidson jusqu'au rachat de la marque par Polaris. La Production historique d'Indian se termina avec la dernière Big Chief en 1953.

## Origine
La Chief fut présentée en 1922 pour remplacer la Powerplus, même si celle-ci fut prolongée sous la désignation "Standard" jusqu'en 1923 . Conçu par Charles B. Franklin, la Chief avait des caractéristiques de conception similaires à celles de l’ancienne Scout, notamment la boîte de vitesses boulonnée sur les carters moteur et l’entraînement principal par train d'engrenages. La Chief avait un alésage de 79 mm et une course de 101 mm, donnant une cylindrée de 61 ci, comme la Powerplus/Standard. Contrairement à la Powerplus/Standard, la Chief n'était pas disponible avec la suspension arrière .
La Big Chief a été présentée en 1923. Le moteur de la Big Chief avait un alésage de 83 mm et une course de 113 mm donnant une cylindrée de 74 ci (1 210 cm3). La Big Chief était principalement utilisée comme side-car, mais fut également populaire en solo . Le moteur plus petit disponible sur la Chief fut abandonnée en 1928, en partie pour accueillir une augmentation de la production du Modèle 101 Scout .

## Développement

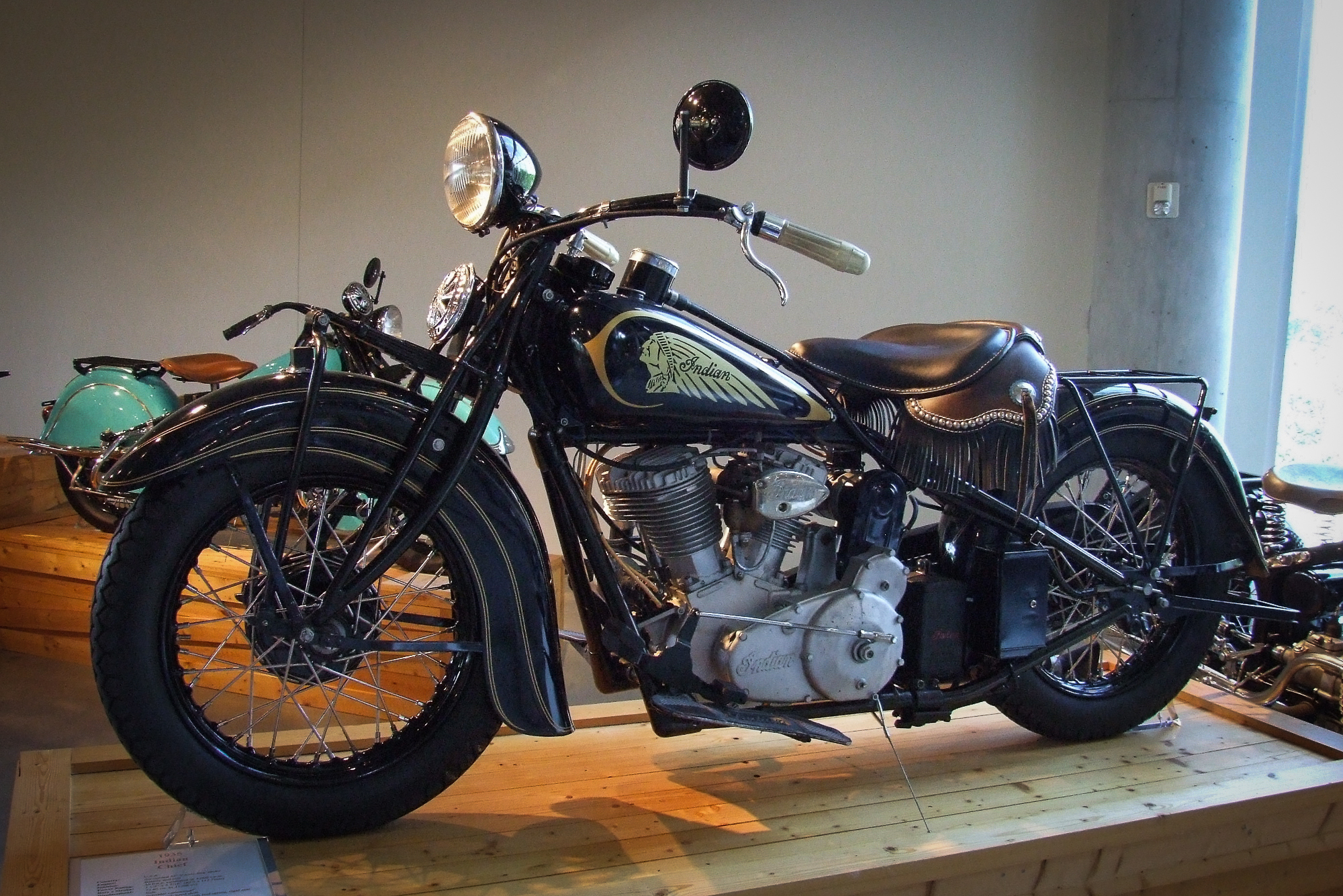
Indian Chief 1935 au Barber Vintage Motorsports Museum

Pour 1940, le cadre de la Chief fut modifié pour inclure le piston de la suspension arrière. La même année, tous les modèles Indian furent relookés avec de gros et imposants garde-boue décorés ,,.
L'Indian 340-B était une moto militaire basée sur la Chief. La 340-B avait des garde-boue ouverts et était généralement équipée d'un side-car. Les clients comprenaient l'armée des États-Unis, qui en réceptionna environ 3 000, et la France, qui en reçu 5 000 avant de se rendre à l'Allemagne en 1940.

## L'après-guerre

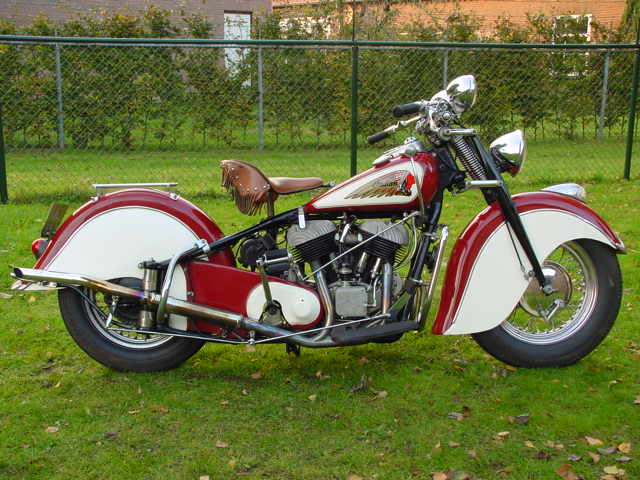
Indian Chief de 1948

À la fin de la Seconde Guerre mondiale, la Chief était le seul modèle d'avant-guerre Indian fabriqué. La fourche à balancier utilisé avant la guerre fut remplacé par une fourche poutre Girder similaire à celles utilisées sur le modèle militaires 841 et la Sport Scout .
Aucune Chief ne fut construite en 1949 . Le modèle revint en production en 1950 avec une fourche télescopiques en remplacement du modèle à poutre et avec un moteur réalésé à 80 ci (1 300 cm3),. La production de la Chief pris fin en 1953, à la suite de quoi Indian cessa son activité .

## Les autres Chiefs

### Brockhouse
En 1959, Brockhouse Engineering, propriétaire de la marque Indian et du réseau de distribution, vendit une version rebadgée de la Royal Enfield Meteor comme une Indian Chief .

### 1999-2013

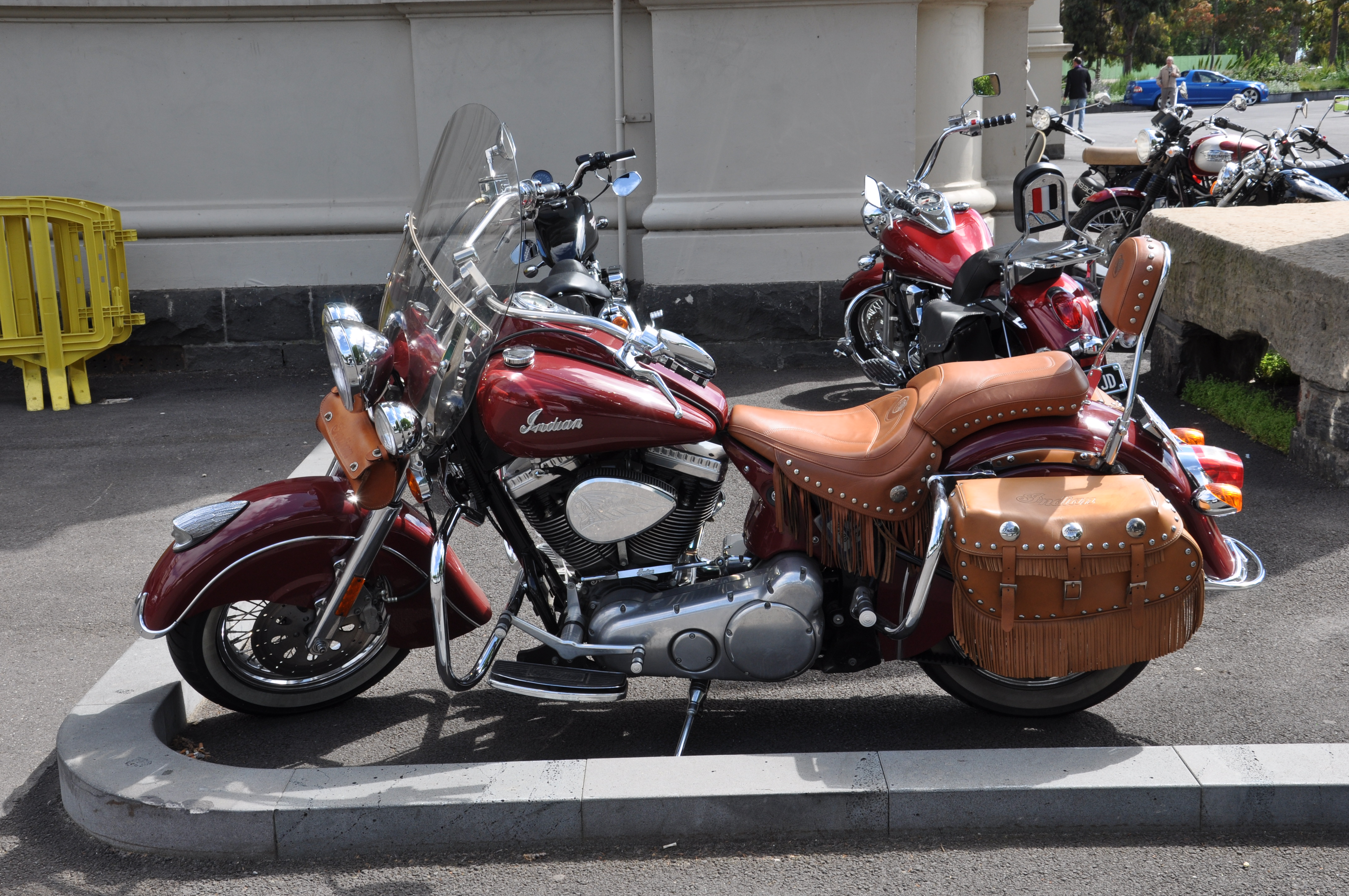
Indian Chief IMCA 1998

La Indian Motorcycle Company of America (IMCA) a fabriqué des motos Indian Chief à Gilroy, Californie, de 1999 à 2003 ,. Elles utilisaient des clones de moteurs Harley-Davidson Evolution construits à partir de pièces S&S. Les dernières versions utilisaient des moteurs maison "Powerplus" .
En 2006 une nouvelle société a commencé la production de Chiefs à King's Mountain, Caroline du Nord  qui étaient des versions mises à jour de l'IMCA Chief ,. la Production de la Chief a été déplacé à Spirit Lake, Iowa, après l'achat de la société par Polaris Industries .

### 2014-présent
En 2014, Indian a présenté une nouvelle Chief avec un nouveau moteur. Ce modèle 2014 est totalement nouveau et ne partage rien avec le modèle précédent de King's Mountain company .